# كارل نيكولادوني
كارل نيكولادوني (بالألمانية: Carl Nicoladoni)‏‏ (23 أبريل 1847 في فيينا - 4 ديسمبر 1902 في فيينا) جراح، وأستاذ جامعي من النمسا.

## أعماله
- Die Architektur der Sskoliotischen Wirbelsaule (1889).
- Die Architektur der Kindlichen Skoliose (1894).
- Die Skoliose des Lendensegmentes (1894)
- Daumenplastik. Wiener klinische Wochenschrift (1897, 10 : 663–670).